# Balka (gouvernement)
Het district Balka (Arabisch:البلقاء, Al Balqā) is een van de twaalf gouvernementen waarin Jordanië is verdeeld. De hoofdstad is Salt. Het district heeft 344.985 inwoners.

## Nahias
Balka is verdeeld in vijf onderdistricten (Nahia):
1. Al-Balqa
2. Ardhah
3. As-Salt
4. Dair Alla
5. Shuna al-Janibiyya

Ajlun · Amman · Akaba · Balka · Irbid · Jerash · Kerak · Ma'an · Madaba · Mafrak · Tafilah · Zarka